# Théodore Caruel
Théodore Caruel, anche noto con la versione italianizzata del nome di Teodoro Caruel (Chandernagor, 27 giugno 1830 – Firenze, 4 dicembre 1898), è stato un botanico italiano, di origine franco-inglese.

## Biografia
Nato nell'India britannica da Constant Caruel e Josephine Hume, francese l'uno e inglese l'altra, verso i quindici anni si trasferì con la famiglia a Firenze dove frequentò le scuole superiori e l'università dedicandosi in particolare agli studi di botanica. Formatosi sotto la guida di Filippo Parlatore, ne divenne assistente nel 1858. Operò poi a Milano, a Pisa (dove fu docente di botanica e curatore dell'Orto botanico), ma soprattutto a Firenze, dove fu direttore del Giardino dei Semplici dal 1865 al 1895. 
Dal 1872 al 1894 diresse il Nuovo giornale botanico italiano, fondato dal Parlatore; tra il 1884 e il 1894 portò anche a termine la Flora italiana, lasciata incompiuta dallo stesso Parlatore. Fece parte dell'Accademia Nazionale dei Lincei (dal 1880) e dell'Accademia nazionale delle scienze (dal 1889).

## Opere
- Illustratio in Hortum Siccum Andreae Caesalpini, Firenze, Le Monnier, 1858.
- Prodromo della Flora Toscana, ossia Catalogo metodico delle piante che nascono selvatiche in Toscana e nelle sue isole o che vi sono estesamente coltivate, con la indicazione dei luoghi nei quali si trovano, del tempo della loro fioritura e fruttificazione, dei loro nomi volgari e usi, Firenze, Le Monnier, 1860-1864 (pubblicazione a fascicoli).
- Florula di Montecristo, Milano, Bernardoni, 1864.
- I generi delle Ciperoidee Europee, Firenze, Galileiana, 1866.
- Statistica botanica della Toscana, ossia Saggio di studi sulla distribuzione geografica delle piante toscane, Firenze,  Pellas, 1871.
- Pensieri sulla tassinomia botanica, Roma, Salviucci, 1881.
- Epitome Florae Europae Terrarumque Affinium Sistens Plantas Europae, Barbariae, Asiae Occidentalis et Centralis et Sibiriae, Firenze, Pellas, 1891.